# Ergavia roseivena
Ergavia roseivena är en fjärilsart som beskrevs av Louis Beethoven Prout 1910. Ergavia roseivena ingår i släktet Ergavia och familjen mätare. Inga underarter finns listade i Catalogue of Life.